# Frederick Scherger
Frederick Rudolph William Scherger (18 de Maio de 1904 - 16 de Janeiro de 1984) foi um militar australiano que serviu na Real Força Aérea Australiana. Alcançou o posto de Chefe do Estado-maior da força aérea entre 1957 e 1961, sendo posteriormente chefe das forças armadas australianas entre 1961 e 1966. Foi o primeiro militar da história da RAAF a chegar ao posto de Air Chief Marshal.
De ascendência alemã, juntou-se à RAAF em 1925. Antes de servir como comandante em diversas unidades durante e após a Segunda Guerra Mundial, foi piloto de caças, pilotos de testes e instrutor de voo. Depois de sair das forças armadas em 1966, tornou-se presidente da Australian National Airlines e, a partir de 1968, da Commonwealth Aircraft Corporation. Foi membro da maçonaria ao longo da sua vida.